# Карневал
Карневал је доба прославе и фестивала уочи ускршњег поста. Обележава се углавном током фебруара и марта. Прослава се обично састоји од јавне прославе или параде, током које се учесници често маскирају и веселе, плешу и приказују циркуске и друге вештине. Карневали су популарни у низу европских и латиноамеричких земаља. Блиски су римокатоличкој, и донекле, православној хришћанској традицији. У Србији се традиционално обележава сличан народни фестивал - покладе. Реч карневал је настала од италијанских речи carne levare - уклонити месо или carne vale - збогом месо. У сваком случају, карневал означава почетак периода у коме је једење меса по обичају забрањено (ускршњи пост). За период карневала се у српском језику користи израз месојеђе. По црквеном календару карневал почиње на Богојављење (6. јануар), када се завршава прослава Божића, а завршава се на „масни уторак“, када почиње ускршњи пост. У Немачкој карневал традиционално почиње 11. новембра у 11 сати и 11 минута. Најпознатији карневали се одржавају у Бразилу (Рио де Жанеиро, Салвадор, Ресифе), Венецији, у Рајнској области Немачке итд. 
Главни догађаји се типично дешавају током фебруара или почетком марта, током периода који је у историји био познат као покладе (или препост). Карневал обично укључује јавне прославе, укључујући догађаје као што су параде, јавне уличне забаве и друге забаве, комбинујући неке елементе циркуса. Издашни костими и маске омогућавају људима да одвоје своју свакодневну индивидуалност и искусе појачани осећај друштвеног јединства. Учесници се често упуштају у прекомерну конзумацију алкохола, меса и друге хране које се морају одрећи током предстојећег поста. Традиционално се маслац, млеко и други производи животињског порекла нису конзумирали „прекомерно“, већ се њихова залиха у потпуности трошила како би се смањио отпад. Овај фестивал је познат по томе што је време великог уживања пре великог поста (које је време у којем се наглашава управо супротно), уз пијанчење, преједање и разне друге индулгентне активности. На пример, палачинке, крофне и други десерти припремали су се и јели последњи пут. Током великог поста животињски производи се мање једу, а појединци имају могућност да подносе великопосне жртве, одричући се на тај начин одређеног предмета или активности.
Остале заједничке карактеристике карневала укључују лажне битке као што су борбе око хране; изразе социјалне сатире; ругање властима; костиме гротескног тела који показују претеране особине као што су велики носеви, стомаци, уста, фалуси или елементе животињских тела; омаловажавајуће обраћање и понижавајуће чинове; приказе болести и радосне смрти; и општи преокрет свакодневних правила и норми. Италијанска традиција ношења маски датира још од венецијанског карневала 1400-их година и вековима је била инспирација у грчком позоришту и комедији дел арте.
Термин Карневал се традиционално користи у областима са великим католичким присуством, као и у Грчкој. У историјски евангеличким лутеранским земљама прослава је позната под називом Фастелавн, а у областима са великом концентрацијом англиканаца (Енглеска црква / Епископска црква САД), методиста и других протестаната, прославе пре великог поста, заједно са покајничким обредима, јављају се на покладни уторак или на Марди Грас.

## Историја
Карневал је као обичај зачет у предхришћанском периоду и везује се за паганске култове плодности, попут Дионисијa - свечаности у част бога Диониса или римских Сатурналија. Догађај су пратиле велике гозбе, а за време празновања заборављане су сталешке разлике, док су робови уживали потпуну слободу. Модификована током векова, карневалска традиција је била посебно раскошна у време Ренесансе. Остало је записано и да је Леонардо Да Винчи правио „тријомфе” (кола) за карневалску поворку. До данас се феномен карневала одржао захваљујући његовој локалној обојености, али и субверзивности.
Прославе карневалског типа нису стриктно везане за хришћанство, већ су постојале и у периоду Старог Рима. Порекло италијанског карневала је вероватно у римском фестивалу сатурналије, који је близак још старијим грчким дионизијским обичајима. У средњем веку карневали су били одраз народне културе. Маскирани учесници карневала су, рецимо, ехо паганске културе. Први карневали су се појавили у Италији и одатле проширили у Шпанију, Португалију и Француску. Из Француске, традиција карневала се укоренила у немачкој Рајнској области и Њу Орлеансу у Америци. Из Шпаније и Португала, карневалски обичаји су се проширили на Латинску Америку. 
Реч Карневал је хришћанског порекла, а у средњем веку односила се на период после сезоне Богојављења који би свој врхунац достигао пре поноћи на покладни уторак. Британски историчар Џон Боси, пишући о пореклу пракси током карневала, наводи да су „онe, упркос неким изгледима, билe хришћанског карактера, и биле су средњовековног порекла: иако се увелико претпостављало да су оне наставиле неку врсту хришћанског култа, заправо нема доказа да су постојале дуго пре 1200. године." Будући да је Коризма била период поста, „Карневал је стога представљао последњи период гозбе и славља пред духовном строгошћу поста." Меса је било у изобиљу током овог дела хришћанског календара и конзумирало се током карневала, јер су се људи уздржавали од конзумирања меса током следеће литургијске сезоне, великог поста. У последњих неколико дана Карневала, познатих под именом покладе, људи су признавали (покајавали) своје грехе припремајући се и за велики пост.
Са антрополошке тачке гледишта, карневал је преокретни ритуал, у којем се преокрећу друштвене улоге и суспендују норме пожељеног опхођења. Зима се сматрала владавином зимских духова; њих је требало протерати да би се лето вратило. Карневал се тако може сматрати обредом преласка из таме у светлост, од зиме до лета: прослава плодности, први пролећни фестивал нове године.
Традиционално, карневалска гозба била је последња прилика за обичне људе да се добро наједу, јер је крајем зиме обично недостајало хране кад су залихе бивале умањене. Док пролећни производи нису били доступни, људи су током овог периода били ограничени на минимално неопходне оброке. Током периода који се данас назива vastenavond (дани пре поста), појеле би се све преостале зимске залихе свињске масти, путера и меса, које би иначе ускоро почеле да труну и пропадају. Одабрана стока је већ била заклана у новембру и месо више није било могуће конзервирати. Сва храна која је преживела зиму морала се јести како би се осигурало да су сви довољно нахрањени да би преживели док предстојеће пролеће не обезбеди нове изворе хране.
Неколико германских племена прослављало је повратак дневне светлости. Зима би бивала истерана како би се плодност могла вратити на пролеће. Централна фигура овог ритуала је вероватно била богиња плодности Нертус. Такође, постоје неке назнаке да је слика Нертус или Фрејр била постављена на брод са точковима и праћена поворком људи у животињским маскама и људима у женској одећи. На броду би се брак конзумирао као ритуал плодности.